# Saison 2012-2013 du Leeds United Football Club
Maillots
Dernière mise à jour : 6 mai 2012.
Chronologie
Saison précédente Saison suivante
Ceci est la troisième saison de Leeds United en D2 depuis sa remontée dans cette division.

## Résumé de la saison

### Mercato

#### Mercato d'été
| Type                 | Date              | Prix              | Joueur           | Ancien ou nouveau club     |
| Arrivées · (2,4 M€?) | 4 mai 2012        | 0,6 M€            | Jason Pearce     | Portsmouth (D3)            |
| Arrivées · (2,4 M€?) | 19 juin 2012      | Fin de contrat    | Adam Drury       | Norwich City (D1)          |
| Arrivées · (2,4 M€?) | 20 juin 2012      | Fin de contrat    | Paul Green       | Derby County (D2)          |
| Arrivées · (2,4 M€?) | 11 juillet 2012   | 0,5 M€            | Paddy Kenny      | QPR (D1)                   |
| Arrivées · (2,4 M€?) | 23 juillet 2012   | Fin de contrat    | Andy Gray        | Barnsley (D2)              |
| Arrivées · (2,4 M€?) | 23 juillet 2012   | Fin de contrat    | Jamie Ashdown    | Portsmouth (D3)            |
| Arrivées · (2,4 M€?) | 23 juillet 2012   | 0,3 M€?           | Luke Varney      | Portsmouth (D3)            |
| Arrivées · (2,4 M€?) | 23 juillet 2012   | 0,4 M€?           | Rodolph Austin   | SK Brann (D1)              |
| Arrivées · (2,4 M€?) | 26 juillet 2012   | transfert gratuit | David Norris     | Portsmouth (D3)            |
| Arrivées · (2,4 M€?) | 4 août 2012       | 0,6 M€?           | Lee Peltier      | Leicester City (D2)        |
| Arrivées · (2,4 M€?) | 12 août 2012      | Fin de contrat    | El Hadji Diouf   | Doncaster Rovers (D3)      |
| Arrivées · (2,4 M€?) | 13 septembre 2012 | En prêt           | Michael Tonge    | Stoke City (D1)            |
| Arrivées · (2,4 M€?) | 18 octobre 2012   | En prêt           | Ryan Hall        | Southend United (D3)       |
| Arrivées · (2,4 M€?) | 22 octobre 2012   | En prêt           | Alan Tate        | Swansea City (D1)          |
| Arrivées · (2,4 M€?) | 22 octobre 2012   | En prêt           | Jerome Thomas    | West Bromwich (D1)         |
| Départs · (4,8 ?M€)  | 6 juillet 2012    | 0,6 M€?           | Adam Clayton     | Huddersfield Town (D2)     |
| Départs · (4,8 ?M€)  | 17 juillet 2012   | 0,3 M€?           | Andrew Lonergan  | Bolton Wanderers (D2)      |
| Départs · (4,8 ?M€)  | 27 juillet 2012   | 3,9 M€?           | Robert Snodgrass | Norwich City (D1)          |
| Départs · (4,8 ?M€)  | 13 août 2012      | --                | Billy Paynter    | Doncaster Rovers (D3)      |
| Départs · (4,8 ?M€)  |                   | Fin de contrat    | Lloyd Sam        | Red Bulls de New York (D1) |
| Départs · (4,8 ?M€)  |                   | Fin de contrat    | Danny Webber     | --                         |
| Départs · (4,8 ?M€)  |                   | Fin de contrat    | Mikael Forssell  | HJK Helsinki (D1)          |
| Départs · (4,8 ?M€)  |                   | Fin de contrat    | Maik Taylor      | Milwall (D2)               |
| Départs · (4,8 ?M€)  |                   | Fin de contrat    | Alex Bruce       | Hull City (D2)             |
| Départs · (4,8 ?M€)  |                   | Contrat résilié   | Ben Parker       | --                         |
| Départs · (4,8 ?M€)  |                   | Contrat résilié   | Mika Väyrynen    | HJK Helsinki (D1)          |
| Départs · (4,8 ?M€)  |                   | Contrat résilié   | Andy O'Brien     | Vancouver Whitecaps (D1)   |

#### Mercato d'hiver
| Type              | Date             | Prix                                    | Joueur          | Ancien ou nouveau club |
| Arrivées · (? M€) | 1er janvier 2012 | 0,15 M€                                 | Ryan Hall       | Southend United (D3)   |
| Arrivées · (? M€) | 2 janvier 2012   | En prêt                                 | Alan Tate       | Swansea City (D1)      |
| Arrivées · (? M€) | 10 janvier 2012  | ? M€                                    | Michael Tonge   | Stoke City (D1)        |
| Arrivées · (? M€) | 11 janvier 2012  | En prêt                                 | Ross Barkley    | Everton (D1)           |
| Arrivées · (? M€) | 31 janvier 2012  | ? M€                                    | Steve Morison   | Norwich City (D1)      |
| Arrivées · (? M€) | 31 janvier 2012  | ? M€                                    | Stephen Warnock | Aston Villa (D1)       |
| Arrivées · (? M€) | 31 janvier 2012  | En prêt                                 | Habib Habibou   | SV Zulte Waregem (D1)  |
| Départs · (? M€)  | 22 décembre 2012 | Prêt terminé                            | Michael Tonge   | Stoke City (D1)        |
| Départs · (? M€)  | 1er janvier 2012 | Prêt terminé                            | Jerome Thomas   | West Bromwich (D1)     |
| Départs · (? M€)  | 9 janvier 2012   | Contrat terminé par consentement mutuel | Andy Gray       | Bradford City (D4)     |
| Départs · (? M€)  | 15 janvier 2012  | Contrat terminé par consentement mutuel | Robbie Rogers   | --                     |
| Départs · (? M€)  | 22 janvier 2012  | Prêt terminé                            | Alan Tate       | Swansea City (D1)      |
| Départs · (? M€)  | 29 janvier 2012  | Contrat terminé par consentement mutuel | Ramón Núñez     | --                     |
| Départs · (? M€)  | 31 janvier 2012  | ? M€                                    | Luciano Becchio | Norwich City (D1)      |

## Effectif professionnel

### Effectif (2012-2013)
À la date du 17 avril 2013
| N° | Nat.                      | Poste | Nom du joueur   |
| -- | ------------------------- | ----- | --------------- |
| 1  | Drapeau de l'Irlande      | G     | Paddy Kenny     |
| 2  | Drapeau de l'Angleterre   | D     | Lee Peltier     |
| 3  | Drapeau de l'Angleterre   | D     | Adam Drury      |
| 4  | Drapeau de l'Angleterre   | D     | Tom Lees        |
| 5  | Drapeau de l'Angleterre   | D     | Jason Pearce    |
| 7  | Drapeau de l'Irlande      | M     | Paul Green      |
| 8  | Drapeau de la Jamaïque    | M     | Rodolph Austin  |
| 9  | Drapeau du pays de Galles | A     | Steve Morison   |
| 11 | Drapeau de l'Angleterre   | A     | Luke Varney     |
| 12 | Drapeau de l'Angleterre   | G     | Jamie Ashdown   |
| 14 | Drapeau de l'Irlande      | M     | Aidan White     |
| 15 | Drapeau de l'Angleterre   | D     | Stephen Warnock |
| 17 | Drapeau de l'Angleterre   | M     | Michael Brown   |

| No. | Nat.                                    | Position | Nom du joueur  |
| --- | --------------------------------------- | -------- | -------------- |
| 19  | Drapeau de l'Angleterre                 | M        | David Norris   |
| 21  | Drapeau du Sénégal                      | A        | El Hadji Diouf |
| 22  | Drapeau de la République centrafricaine | A        | Habib Habibou  |
| 25  | Drapeau de l'Angleterre                 | D        | Samuel Byram   |
| 26  | Drapeau de l'Angleterre                 | A        | Dominic Poleon |
| 27  | Drapeau de l'Angleterre                 | M        | Sanchez Payne  |
| 28  | Drapeau d'Afrique du Sud                | A        | Davide Somma   |
| 30  | Drapeau de l'Angleterre                 | M        | Ryan Hall      |
| 32  | Drapeau de l'Angleterre                 | M        | Chris Dawson   |
| 44  | Drapeau de l'Écosse                     | A        | Ross McCormack |
|     | Drapeau de l'Angleterre                 | D        | Leigh Bromby   |
|     | Drapeau de l'Angleterre                 | D        | Ross Killock   |

### Joueurs en prêt
| N° | Nat.                    | Poste | Nom du joueur                               |
| -- | ----------------------- | ----- | ------------------------------------------- |
|    | Drapeau de l'Angleterre | G     | Alex Cairns (prêté à Stalybridge Celtic)    |
|    | Drapeau de l'Angleterre | D     | Nathan Turner (en prêt à Chester)           |
|    | Drapeau de l'Angleterre | M     | Lewis Turner (en prêt à Chester)            |
|    | Drapeau de l'Angleterre | D     | Charlie Taylor (en prêt à Inverness)        |
| 6  | Drapeau de l'Australie  | D     | Patrick Kisnorbo (en prêt à Ipswich Town)   |
| 16 | Drapeau de l'Angleterre | M     | Danny Pugh (prêté à Sheffield Wednesday)    |
| 23 | Drapeau de l'Angleterre | M     | Zac Thompson (prêté à Bury)                 |
| 24 | Drapeau de l'Angleterre | D     | Paul Connolly (en prêt à Preston North End) |

### Équipe type: les joueurs les plus utilisés
- Seuls les matchs de championnat sont pris en compte.
- Entre parenthèses, les matchs qu'ils ont débuté en tant que remplaçant.

| \| No. \| Pos. \| Nom \| Matchs \| Buts \| \| --- \| ---- \| -------------- \| ------ \| ---- \| \| 1 \| G \| Paddy Kenny \| 46 \| 0 \| \| 25 \| D \| Sam Byram \| 41(2) \| 3 \| \| 4 \| D \| Tom Lees \| 38(2) \| 1 \| \| 5 \| D \| Jason Pearce \| 26(7) \| 0 \| \| 2 \| D \| Lee Peltier \| 40(1) \| 0 \| \| 7 \| M \| Paul Green \| 30(2) \| 4 \| \| 19 \| M \| Rodolph Austin \| 26(5) \| 2 \| \| 18 \| M \| Michael Tonge \| 32(3) \| 4 \| \| 11 \| M \| Luke Varney \| 26(8) \| 4 \| \| 21 \| A \| El Hadji Diouf \| 28(8) \| 5 \| \| 44 \| A \| Ross McCormack \| 25(7) \| 5 \| | Kenny Byram Lees Pearce Peltier (c) Green Austin Tonge Varney Diouf McCormack |                |        |      |
| No. | Pos.                                                                          | Nom            | Matchs | Buts |
| 1 | G                                                                             | Paddy Kenny    | 46     | 0    |
| 25 | D                                                                             | Sam Byram      | 41(2)  | 3    |
| 4 | D                                                                             | Tom Lees       | 38(2)  | 1    |
| 5 | D                                                                             | Jason Pearce   | 26(7)  | 0    |
| 2 | D                                                                             | Lee Peltier    | 40(1)  | 0    |
| 7 | M                                                                             | Paul Green     | 30(2)  | 4    |
| 19 | M                                                                             | Rodolph Austin | 26(5)  | 2    |
| 18 | M                                                                             | Michael Tonge  | 32(3)  | 4    |
| 11 | M                                                                             | Luke Varney    | 26(8)  | 4    |
| 21 | A                                                                             | El Hadji Diouf | 28(8)  | 5    |
| 44 | A                                                                             | Ross McCormack | 25(7)  | 5    |

Dernière mise à jour le 18 avril 2013.

## Statistiques joueurs

### Buteurs (toutes compétitions)
- Luciano Becchio : 19 buts
- Ross McCormack : 8 buts
- El Hadji Diouf : 7 buts
- Luke Varney : 6 buts
- Michael Tonge : 5 buts
- Paul Green : 4 buts
- David Norris : 4 buts
- Rodolph Austin : 4 buts
- Samuel Byram : 4 buts
- Steve Morison : 3 buts
- Dominic Poleon : 2 buts
- Tom Lees : 2 buts
- Jerome Thomas : 1 but
- Davide Somma : 1 but
- Michael Brown : 1 but
- Aidan White : 1 but
- Andy Gray : 1 but
- Stephen Warnock : 1 but.

### Passeurs (toutes compétitions)
- Ross McCormack : 13 passes
- El-Hadji Diouf : 11 passes
- Luke Varney : 4 passes
- Luciano Becchio : 4 passes
- Jerome Thomas : 3 passes
- Michael Brown : 3 passes
- Ryan Hall : 2 passes
- Aidan White : 2 passes
- Michael Tonge : 2 passes
- Samuel Byram : 2 passes
- Paul Green : 2 passes
- Rodolph Austin : 2 passes
- Ross Barkley : 1 passe
- Stephen Warnock : 1 passe
- Tom Lees : 1 passe
- Lee Peltier : 1 passe
- David Norris : 1 passe
- Adam Drury : 1 passe
- Paddy Kenny : 1 passe
- Danny Pugh : 1 passe.

## Rencontres

### Resultats

#### Championship
| Bilan des matches |    |    |    |    |    |    |    |    |    |    |    |    |    |    |    |    |    |    |    |    |    |    |    |    |    |    |    |    |    |    |    |    |    |    |    |    |    |    |    |    |    |    |    |    |    |    |
| Journée           | 01 | 02 | 03 | 04 | 05 | 06 | 07 | 08 | 09 | 10 | 11 | 12 | 13 | 14 | 15 | 16 | 17 | 18 | 19 | 20 | 21 | 22 | 23 | 24 | 25 | 26 | 27 | 28 | 29 | 30 | 31 | 32 | 33 | 34 | 35 | 36 | 37 | 38 | 39 | 40 | 41 | 42 | 43 | 44 | 45 | 46 |
| Lieu              | D  | E  | E  | D  | E  | D  | D  | E  | E  | D  | E  | D  | D  | E  | E  | D  | E  | D  | D  | E  | E  | D  | D  | E  | E  | D  | E  | D  | D  | E  | E  | D  | E  | D  | E  | E  | D  | D  | E  | D  | E  | D  | D  | E  | D  | E  |
| Résultat          | V  | D  | V  | N  | D  | D  | V  | V  | N  | V  | N  | N  | D  | N  | D  | D  | D  | V  | V  | V  | D  | V  | V  | D  | D  | V  | D  | V  | D  | N  | D  | V  | N  | V  | N  | N  | N  | D  | D  | D  | D  | V  | V  | D  | D  | V  |
| Class.            | 8  | 15 | 7  | 7  | 9  | 14 | 12 | 9  | 9  | 7  | 9  | 8  | 11 | 12 | 15 | 18 | 18 | 16 | 15 | 11 | 14 | 12 | 8  | 9  | 9  | 8  | 11 | 11 | 12 | 11 | 11 | 9  | 9  | 9  | 10 | 10 | 10 | 10 | 11 | 12 | 16 | 11 | 11 | 13 | 16 | 13 |